# كريستيان توريس (لاعب كرة قدم)
كريستيان توريس (بالإسبانية: Christian Torres)‏ (23 أكتوبر 1996 في المكسيك - ) هو لاعب كرة قدم مكسيكي في مركز الدفاع. لعب مع نادي لاس فيغاس لايتس.

## وصلات خارجية
- كريستيان توريس (لاعب كرة قدم) على موقع قاعدة بيانات كرة القدم.إي يو (الإنجليزية)
- كريستيان توريس (لاعب كرة قدم) على موقع Soccerway.com (الإنجليزية)
- كريستيان توريس (لاعب كرة قدم) على موقع AS.com (الإسبانية)